# Shamrock V
Shamrock V è uno yacht a vela della classe J. Progettato da Charles Ernest Nicholson per la quinta e ultima sfida della Coppa America lanciata da Sir Thomas Lipton, uscì sconfitto 4:0 nel confronto con la statunitense Enterprise. Ceduto in seguito a diversi altri proprietari, tra i quali gli italiani Vittorio Crespi e Piero Scanu, Shamrock V è stato l'unico yacht della classe J conservatosi fino ad oggi a non essersi mai ridotto alle condizioni di relitto.

## Caratteristiche
Primo yacht ad essere costruito seguendo le specifiche previste per la classe J, Shamrock V fu costruito con fasciami in teak su ordinate di acciaio e con un albero in legno di abete. Oggi la barca mantiene la struttura composta acciaio/teak, mentre l'albero è stato sostituito con uno d'alluminio.

## America's Cup
Shamrock V fu varato il 14 aprile 1930 ai cantieri Camper e Nicholson di Gosport, iniziando immediatamente una serie di regate e di test per migliorarne le caratteristiche dello scafo e dell'armo. Prima di attraversare l'Atlantico per disputare le prove della Coppa America, Shamrock V aveva disputato 22 regate, vincendone 15, aveva accumulato più di 700 miglia marine ed era stata sottoposta a continue modifiche migliorative allo scafo e al timone.
Il New York Yacht Club reagì alla sfida di Lipton commissionando quattro imbarcazioni della Classe J (Enterprise, Weetamoe, Whirlwind e Yankee), la migliore delle quali avrebbe assunto il ruolo di Defender. Enterprise, costruita ai cantieri Herreshoff su progetto di William Starling Burgess e con al timone Harold Stirling Vanderbilt, risultò la vincente.
Shamrock V incontrò per la prima volta Enterprise al largo di Newport il 13 settembre 1930, uscendo sconfitto dal confronto con un ritardo di circa tre minuti alla linea d'arrivo. La seconda regata andò peggio, con Shamrock V che non fu mai in grado di impensierire l'imbarcazione rivale, subendo un distacco di dieci minuti all'arrivo.
Nella terza prova, disputata il 17 settembre, Shamrock V riuscì a partire davanti a Enterprise, ma fu rapidamente superata nel bordo di bolina e fu poi costretta al ritiro per la rottura di una drizza. Il giorno dopo, nella regata definitiva, Shamrock V accumulò subito un distacco netto nel bordo di bolina, non riuscendo più a impensierire Enterprise e venendo quindi sconfitta per 4:0.
Si trattò dell'ultimo tentativo di Sir Thomas Lipton di aggiudicarsi la Coppa America: l'imprenditore scozzese morì l'anno seguente.

## Dopo la Coppa America

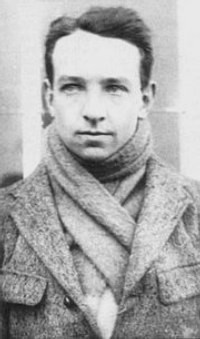
Thomas Sopwith, proprietario della barca nel 1932

Tornato in Gran Bretagna, dopo la morte di Lipton Shamrock V fu venduto a Sir Thomas Sopwith, fondatore della Sopwith Aviation Company e poi della H.G. Hawker Engineering. Sopwith lo utilizzò in varie competizioni, ottenendo parecchi successi e impiegando poi questa esperienza per le sue successive sfide, nel 1934 e nel 1937, per la Coppa America. Successivamente Shamrock V passò a Sir Richard Fairey, anch'egli industriale attivo nel campo dell'aeronautica, e, nel 1937, all'italiano Vittorio Crespi, co-proprietario insieme ai fratelli Mario e Aldo del Corriere della Sera.  Crespi ribattezzò la barca Quadrifoglio, apportandole le prime modifiche necessarie a renderla adatta all'uso per crociera, incluso un nuovo armo a ketch.
Quadrifoglio rimase alla famiglia Crespi fino alla morte di Vittorio, nel 1969.  Passò quindi all'imprenditore sardo Piero Scanu e nel 1974 fu utilizzata per le riprese del film Travolti da un insolito destino nell'azzurro mare d'Agosto. Nel 1975 l'imbarcazione fu sottoposta a degli estesi lavori di ristrutturazione presso i cantieri Camper & Nicholson di Gosport, dove era stato costruito. Nel 1986 la barca fu acquistata dalla Lipton Tea Company, che lo donò allo Museum of Yachting di Rhode Island dopo averlo nuovamente battezzato Shamrock V. La barca fu quindi sottoposta a un restauro curato da Elizabeth Meyer (che aveva già restaurato Endeavour, altro yacht appartenente alla classe J), nel quale fu riportata, per quanto possibile, allo stato originario. Nel 1989 Shamrock V disputò la prima regata della classe J dal 1937, incontrando Endeavour al largo di Newport, dove aveva disputato le regate di Coppa America quasi sessant'anni prima.
Nel 1995 Shamrock V passò alla International Yacht Restoration School. Nel 1998 la barca passò nuovamente di mano, partecipando alla Antigua Classic Yacht Regatta insieme agli altri due yacht della Classe J originali, Velsheda ed Endeavour, e vincendo la competizione. Tra il 1999 ed il 2001 la barca fu sottoposta a estesi lavori di ristrutturazione presso il Pendennis Shipyard di Falmouth, continuando poi a partecipare a diverse regate di barche d'epoca.